# Zespół regresji kaudalnej

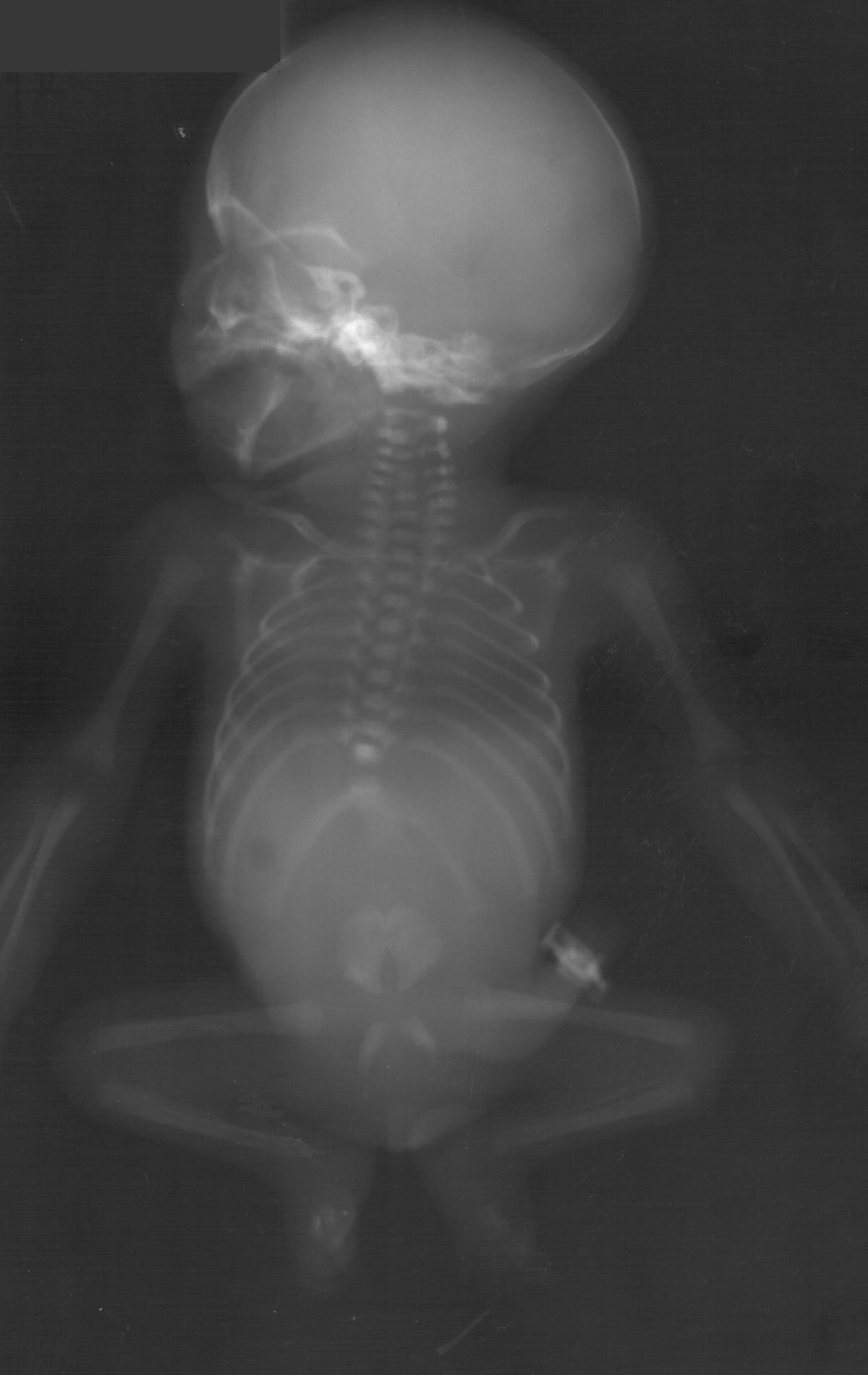
Babygram (radiogram w projekcji AP całego ciała) noworodka z zespołem wad wrodzonych ze spektrum zespołu regresji kaudalnej. Widać brak dolnych żeber, kręgów odcinka lędźwiowo-krzyżowego, hipoplastyczną miednicę i charakterystyczne, „żabie” ułożenie kończyn dolnych

Zespół regresji kaudalnej (zespół dysgenezji kaudalnej, sekwencja regresji kaudalnej, ang. caudal regression syndrome; caudal dysgenesis syndrome; w tym wady rozwojowe kości krzyżowej z przednią przepukliną oponową, ang. sacral defect with anterior meningocele, SDAM) – spektrum zespołów wad (niekiedy traktowanych jako sekwencje malformacyjne), obejmujące izolowaną atrezję odbytu, przez agenezję krzyżowego, lędźwiowego i dolnej części piersiowego odcinka kręgosłupa, po najcięższe postaci objawiające się jako sirenomelia. Związek zespołu z matczyną cukrzycą i fetopatią cukrzycową wydaje się być udowodniony; od 15 do 25% matek dzieci z zespołem regresji kaudalnej ma insulinozależną cukrzycę. Proponowano też udział predyspozycji genetycznych i hiperperfuzji naczyniowej w patogenezie tej grupy zespołów wad.

## Objawy i przebieg
Opisano następujące postaci zespołu regresji kaudalnej:
- wady rozwojowe kości krzyżowej z przednią przepukliną oponową (sacral defect with anterior meningocele, SDAM);
- agenezja kości krzyżowej, agenezja krzyżowo-guziczna;
- sirenomelia.

Różnice między CRS a syrenomelią:
|                         | Zespół regresji kaudalnej        | Syrenomelia                     |
| Tętnice pępowinowe      | Dwie                             | Jedna                           |
| Kończyny dolne          | Dwie hipoplastyczne              | Pojedyncza lub połączone        |
| Wady nerek              | Nieletalne                       | Agenezja albo ciężka dysgenezja |
| Odbyt                   | Niedrożny lub prawidłowy         | Nieobecny                       |
| Ilość płynu owodniowego | Wielowodzie lub prawidłowa ilość | Małowodzie                      |

Wady należące do spektrum CRS:
- częściowa lub całkowita agenezja kości krzyżowej
- deformacja miednicy
- hipoplazja kości udowej
- stopa końsko-szpotawa
- przygięciowe ustawienie w stawach kończyn dolnych
- wady przewodu pokarmowego
- wady układu moczowego
- wady serca.

## Rozpoznanie
Charakterystycznym objawem w badaniu USG w pierwszym trymestrze ciąży jest krótki wymiar ciemieniowo-siedzeniowy.

## Epidemiologia
Zespół występuje ponad 200 razy częściej u dzieci matek z cukrzycą, około 1% dzieci kobiet z cukrzycą ma ten zespół wad. Od 15 do 25% matek dzieci z zespołem regresji kaudalnej ma insulinozależną cukrzycę.

## Etiologia
Wydaje się, że najważniejszym czynnikiem teratogennym u kobiet z cukrzycą jest hiperglikemia.
W części przypadków zespołu stwierdzono mutację genu VANGL1 w locus 1p13 kodującego ludzki homolog białka VAN GOGH1 Drosophila melanogaster.